# 米特里達梯四世 (本都)
米特里達梯四世（篤愛父親、母親者），本都第六任國王，是米特里達梯三世的兒子，統治期間約前155年－前150年。
有關他的記載不多，在前179年他與他的哥哥法爾奈克一世一同出現在與帕加馬國王歐邁尼斯二世的條約，很可能當時與其兄長某種程度分享權位。不清楚他何時登上王位，在前154年時，提到米特里達梯四世派遣一支部隊去支援阿塔羅斯二世對抗比提尼亞普魯西阿斯二世，這是一件相當重要的事件，開始本都與羅馬共和國的結盟政策，這一政策一直延續到米特里達梯六世時才為止。

## 腳註
1. ↑   波利比烏斯., xxv. 2.
2. ↑   波利比烏斯, Histories, xxxiii. 12.

## 來源
- Hazel, John; Who's Who in the Roman World, "Mithridates IV", (2002).

| 統治者頭銜          | 統治者頭銜                     | 統治者頭銜            |
| ------------------- | ------------------------------ | --------------------- |
| 前任： 法爾奈克一世 | 本都國王 約前155年 – 約前150年 | 繼任： 米特里達梯五世 |